# Marsov Trojanec
Marsov trojanec je asteroid, ki se nahaja v Lagrangejevi točki L4 ali L5 na tirnici okoli Marsa. Do leta 1990 so mislili, da je samo Jupiter tako velik, da lahko obdrži v stabilni tirnici ujete asteroide. V tem letu so odkrili v Lagrangejevi točki L5 sistema Sonce-Mars asteroid, za katerega se je pozneje izkazalo, da je Trojanec. Pozneje je dobil ime (6321) Eureka.
Danes znani Marsovi trojanski asteroidi imajo naslednje lastnosti :
| Začasna oznaka | Uradno ime  | Lagrangeeva točka | Leto odkritja | Polmer (km) | Velika polos (106 km) | Prisončje (106 km) | Odsončje (106 km) | Izsrednost tirnice | Naklon tirnice |
| 1999 UJ7       |             | L4                | 1999          |             | 228,00                | 219,2              | 237,0             | 0,039              | 16,8           |
|                | 5261 Eureka | L5                | 1990          | 1,0 – 2,0   | 227,8                 | 213,2              | 242,7             | 0,0607             | 20,2802        |
| 1998 VF31      |             | L5                | 1998          | 0,5 – 1,0   | 228,0                 | 205,1              | 250,9             | 0,1005             | 31,2966        |
| 2001 DH47      |             | L5                | 2001          |             | 227,4                 | 219,6              | 235,2             | 0,034              | 24,2           |
| 2001 FG24      |             | L5                | 2001          |             | 227,1                 | 197,3              | 256,9             | 0,131              | 19,2           |
| 2001 FR127     |             | L5                | 2001          |             | 227,8                 | 202,6              | 253,1             | 0,111              | 28,5           |

Kandidata za Marsove trojance sta še  1998 QH56 in 1998 SD4.
| Začasna oznaka | Uradno ime | Lagrangeeva točka | Leto odkritja | Polmer (km) | Velika polos (106 km) | Prisončje (106 km) | odsončje (106 km) | Izsrednost tirnice | Naklon tirnice |
| 1998 QH56      |            | L5                | 1998          | 0,5 – 0,75  | 232,00                | 224,8              | 239,1             | 0,0307             | 32,2222        |
| 1998 SD4       |            | L5                | 1998          | 0,25 – 0,6  | 226,6                 | 198,2              | 255,0             | 0,1254             | 13,6725        |

Oba kandidata sedaj še nimata vseh lastnosti trojanskega asteroida. Verjetno jih bosta dobila v naslednjih 0,5 milijona let.
Verjetno ima Mars na tirnici (ali vsaj v njeni bližini) še več trojanskih asteroidov. Iskali jih bodo na mestih z naklonom tira med 15 º in 30 º oziroma med 32 º  in 40 º za točko L4 ter med  15° in 40° za L5. Ocenjujejo, da je okoli 50 trojancev večjih od 1 km.